# روجر بلينش
روجر مارش بلينش (بالإنجليزية: Roger Blench)‏ (مواليد 1953) هو عالم لغوي وعالم في علم الأعراق وعلم أنثروبولوجيا بريطاني. لديه ماجستير الآداب ودكتوراه في الفلسفة من جامعة كامبريدج ومقرها في كامبريدج، إنجلترا. عمل بنشاط على البحث والنشر، على الرغم من أنه عمل كمستشار خاص بدلاً من الأوساط الأكاديمية.

## المجالات اللغوية
أحد الخبراء البارزين في اللغويات الإفريقية،  من أهم المجالات اللغوية هي عائلة اللغات النيجيرية الكونغوية، على الرغم من أنه بحث أيضًا عن أسرتي لغات نيلية صحراوية ولغات أفريقية آسيوية. كما كتب عن عائلات اللغات الأخرى واللغات المهددة بالانقراض. بالإضافة إلى ذلك، نشر بلينش على نطاق واسع حول العلاقة بين اللغويات وعلم الآثار، لا سيما في أفريقيا ولكن في الآونة الأخيرة أيضا في شرق آسيا.تيعمل بلينش حاليًا في مشروع طويل الأجل لتوثيق لغات وسط نيجيريا.

## حاليًا
تعاون بلينش بشكل مكثف مع الأستاذ الراحل كاي ويليامسون، الذي توفي في يناير 2005، وأصبح الآن وصيًا لصندوق كاي ويليامسون التعليمي، الموجود لنشر المواد غير المنشورة التي تركها كاي ويليامسون وتشجيع دراسة اللغات النيجيرية. هناك سلسلة من المنشورات التي تدعمها الثقة جارية مع Rüdiger Köppe Verlag في كولونيا.
أجرى بلينش أيضًا أبحاثًا وتقييمًا لأنشطة التنمية الدولية في جميع أنحاء العالم، كمستشار سابق وكزميل أبحاث بمعهد التنمية لما وراء البحار في لندن.

## كتب
- David Henry Crozier؛ R. Blench؛ Keir Hansford (1992). An index of Nigerian languages. Nigerian Educational Research and Development Council. Language Development Centre, University of Ilorin. Dept. of Linguistics & Nigerian Languages, Summer Institute of Linguistics. Summer Institute  of Linguistics. ISBN:0-88312-611-7.
- Blench، Roger؛ Spriggs، Matthew، المحررون (28 أغسطس 1997). Theoretical and Methodological Orientations. Archaeology and language. London ; New York: روتليدج. ج. 1. ISBN:0415117607. LCCN:96044969. مؤرشف من الأصل في 2020-01-26. اطلع عليه بتاريخ 2014-02-07.
- Blench، Roger؛ Spriggs، Matthew، المحررون (1998). Archaeological Data and Linguistic Hypotheses. Archaeology and language. London ; New York: Routledge. ج. 2. ISBN:0415117615. LCCN:96044969. مؤرشف من الأصل في 2017-10-11. اطلع عليه بتاريخ 2014-02-07.
- Blench، Roger؛ Spriggs، Matthew، المحررون (1997). Artefacts, Languages and Texts. Archaeology and language. London ; New York: Routledge. ج. 3. ISBN:0415100542. LCCN:96044969. مؤرشف من الأصل في 2020-03-28. اطلع عليه بتاريخ 2014-02-07.
- Blench، Roger؛ Spriggs، Matthew، المحررون (1999). Language Change and Cultural Transformation. Archaeology and language. London ; New York: Routledge. ج. 4. ISBN:0415117860. LCCN:96044969. مؤرشف من الأصل في 2019-10-10. اطلع عليه بتاريخ 2014-02-07.
- 2000. Blench، RM & MacDonald، KC، eds. أصل وتنمية الثروة الحيوانية الأفريقية. لندن: مطبعة الكلية الجامعية.
- Laurent Sagart؛ Roger Blench؛ Alicia Sanchez-Mazas (2005). The Peopling of East Asia: Putting Together Archaeology, Linguistics and Genetics. Psychology Press. ISBN:978-0-415-32242-3.
- Blench, Roger (2006). Archaeology, language, and the African past. Altamira Press. ISBN:978-0-7591-0465-5.  Blench, Roger (2006). Archaeology, language, and the African past. Altamira Press. ISBN:978-0-7591-0465-5.
- Sanchez-Mazas, Alicia; Blench, R. M. et al., eds. 2008. Human Migrations in Continental East Asia and Taiwan: matching archaeology, linguistics and genetics. London: Routledge.
- Sanchez-Mazas، Alicia (25 يوليو 2008). Past Human Migrations in East Asia [الهجرات البشرية في قارة شرق آسيا وتايوان: مطابقة علم الآثار واللغويات وعلم الوراثة]. Routledge. ISBN:978-0-203-92678-9. مؤرشف من الأصل في 2020-03-28.

## روابط خارجية
- الموقع الرسمي